# Jürgen Schieferdecker
Jürgen Schieferdecker (* 23. November 1937 in Meerane; † 3. Dezember 2018) war ein deutscher Maler, Grafiker und Objektkünstler sowie Architekt und Hochschullehrer.

## Leben

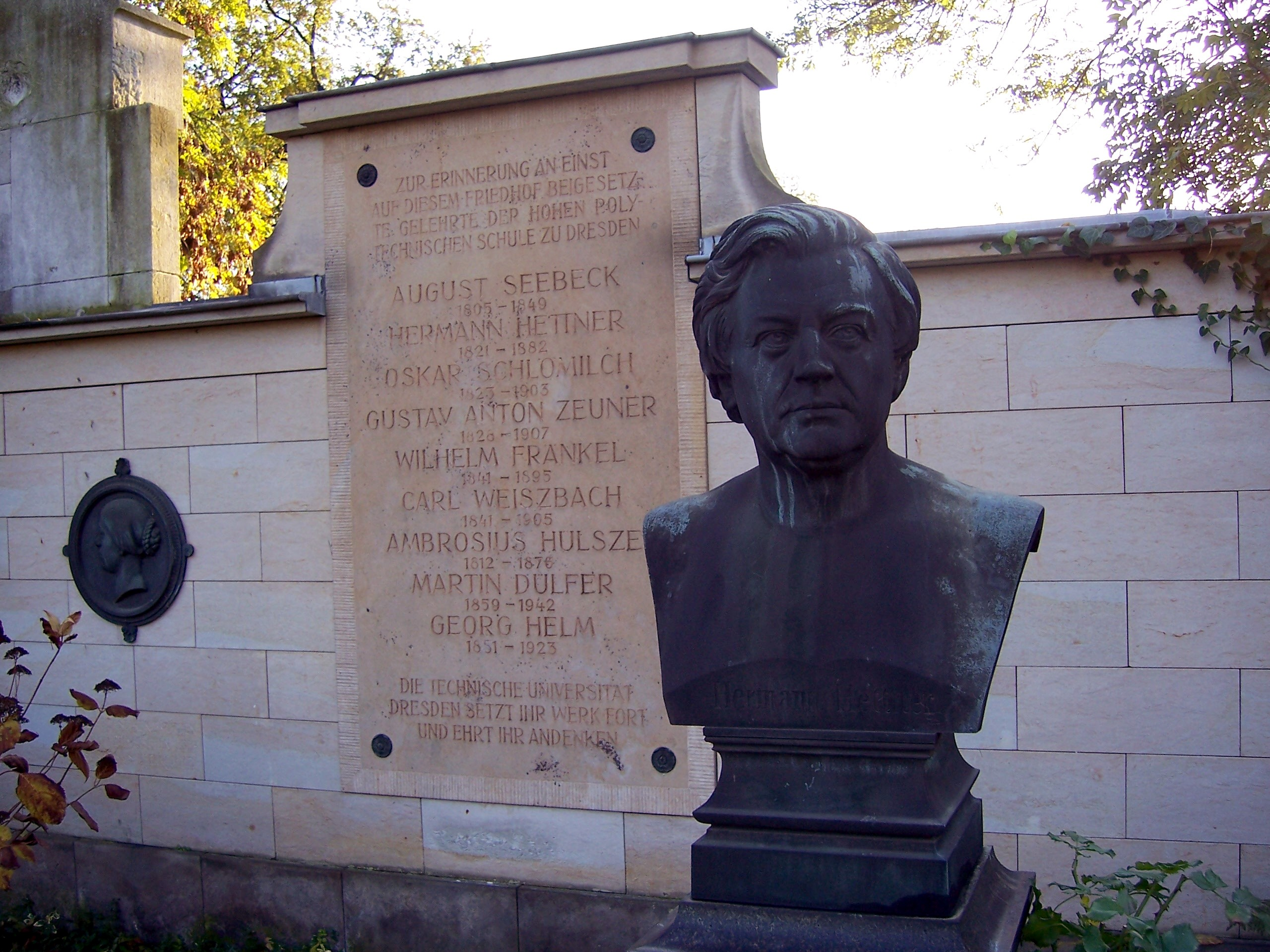
Von ihm entworfen: Gedenkstätte für Professoren der TU Dresden auf dem Alten Annenfriedhof (1983)

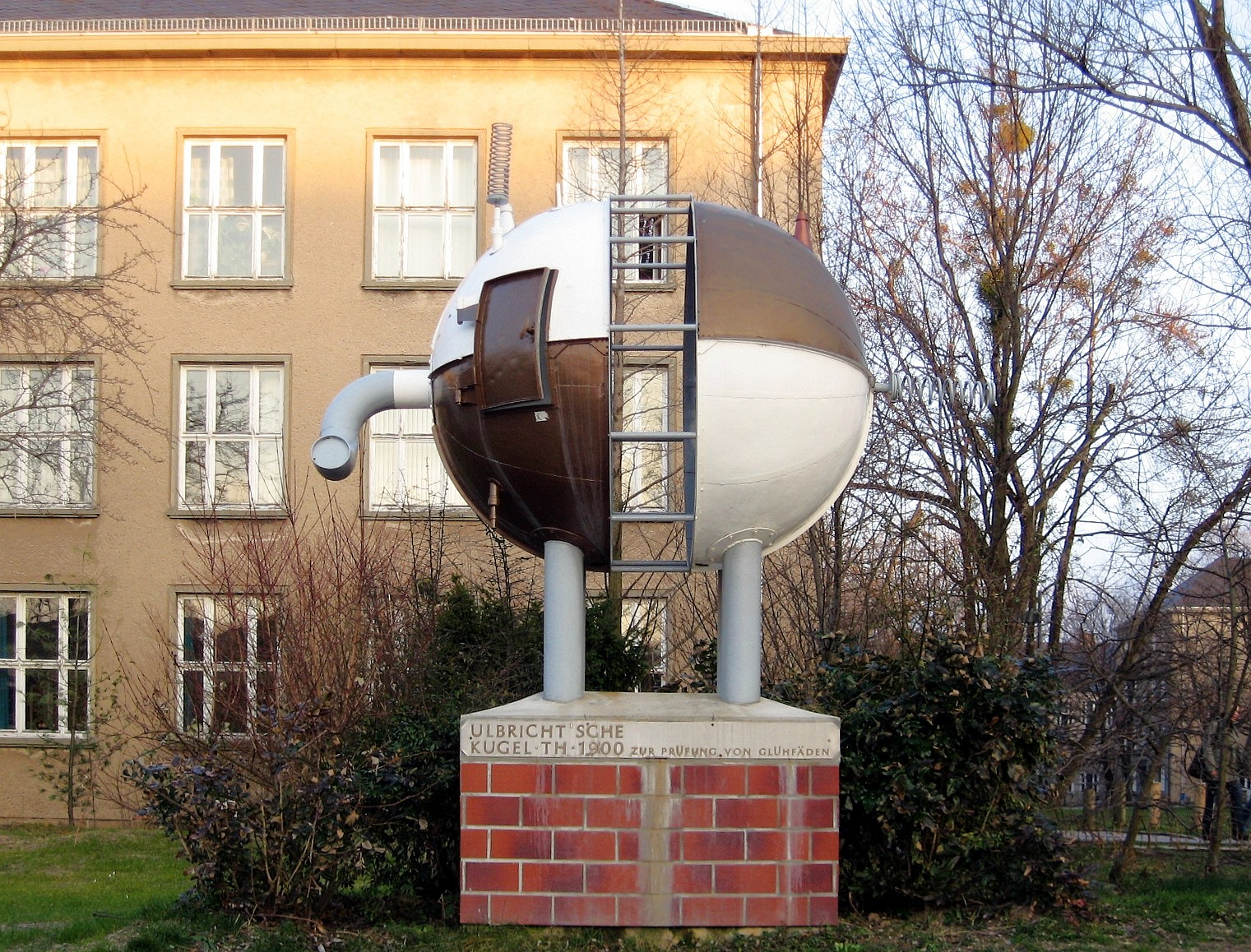
Die Ulbrichtsche Kugel (1984)

Schieferdecker studierte von 1955 bis 1962 unter anderem bei Karl-Heinz Adler und Georg Nerlich Architektur an der Technischen Hochschule Dresden und war anschließend dort als wissenschaftlicher Mitarbeiter bei Architekt Bernhard Klemm tätig. Er wurde 1975 Assistent an der Sektion Architektur der TU Dresden und übernahm 1993 die außerplanmäßige Professur für Bildnerische Lehre am Institut für Grundlagen der Gestaltung und Darstellung an der Fakultät der TU Dresden. Er stand dem künstlerischen Beirat der Universität vor und wurde 1994 Vorsitzender des Künstlerbundes Dresden sowie 2001 Kultursenator des Freistaates Sachsen. Der TU Dresden war Schieferdecker auch künstlerisch verbunden. Er entwarf das Logo der TU Dresden, die Ulbrichtsche Kugel auf dem Campus der Universität und eine Gedenkstele der Universität. Auf ihn geht zudem die Gestaltung der TU-Gedenkstätte auf dem Alten Annenfriedhof zurück.
Seit 1959 freischaffend tätig schuf Schieferdecker bereits in den 1960er-Jahren politische Grafiken, Assemblagen und Collagen, die unter anderem in Havanna und Tokio ausgestellt wurden. Seine Arbeiten zeigten „die Deformation marxistischen Denkens und die gleichzeitige Verunglimpfung alternativer Ansätze“ und widmeten sich dem Überwachungsstaat DDR, wobei seine Werke „an Deutlichkeit nichts zu wünschen [übrig] ließen.“ Neben politisch kritischen Werken setzte er sich auch mit der künstlerischen Moderne des 20. Jahrhunderts auseinander. Vielfach wurde er international ausgezeichnet, was ihm nicht zuletzt auch Schutz vor den Partei- und Kulturfunktionären in der DDR gewährte.
Schieferdecker war von 1974 bis 1990 Mitglied des Verbands Bildender Künstler der DDR. Er hatte in der DDR eine bedeutende Zahl von Personalausstellungen und Ausstellungsbeteiligungen, u. a. 1977/1978, 1982/1983 und 1987/1988 an den Kunstausstellungen der DDR in Dresden. Im Jahr 1983 kaufte das Kupferstichkabinett Dresden sein bis dahin entstandenes druckgrafisches Gesamtwerk auf.
Jürgen Schieferdecker lebte seit 1955 in Dresden und war mit Marita Schieferdecker-Adolph, der ehemaligen Ausländerbeauftragten der Stadt Dresden, verheiratet. Sein Neffe war Uwe Schieferdecker, der als Autor und Stadtplaner in Dresden und Berlin wirkt. 
Schieferdecker wurde auf dem Johannisfriedhof beigesetzt.

## Museen und öffentliche Sammlungen mit Werken Schieferdeckers (unvollständig)
- Berlin: Kupferstichkabinett[8]
- Chemnitz: Kunstsammlungen am Theaterplatz[9]

- Chemnitz: Neue Sächsische Galerie
- Cottbus: Brandenburgisches Landesmuseum für moderne Kunst
- Dresden: Galerie Neue Meister[10]
- Dresden: Kupferstichkabinett[10]
- Dresden: Skulpturensammlung[10]
- Dresden: Städtische Galerie Dresden
- Meerane: Museum Meerane[11]
- Stendal: Winckelmann-Museum[11]
- Zeitz: Museum Schloss Moritzburg[11]

## Werk (Auswahl)

### Architektur und Gebrauchsgrafik

Logo der TU Dresden nach einem Entwurf von Jürgen Schieferdecker (1990)

- 1967–1968: Krematorium Schmalkalden (mit Bernhard Klemm)
- 1968–1975: Internat Vogtshof in Görlitz (mit Bernhard Klemm)
- 1983: Gedenkstätte der TU Dresden auf dem Alten Annenfriedhof
- 1990: Entwurf des Logos der TU Dresden

### (Objekt-)Kunst
- 1965: „Die Lust zu reisen“
- 1965: „Die Stunde des Minotaurus“
- 1965: „Flüchtige Vision des Friedens am Abend“
- 1966: „Das Tausendjährige Reich oder Die Hühner und das Ei“
- 1966/1967: „Das Leben der Philosophen oder Auswanderung eines Heiligen“
- 1967: „Suliko oder Der Diktator am Abend“
- 1967?: „Das Lächeln der Mona Lisa oder Kann Hoffnung scheitern?“ Kunstsammlungen Cottbus
- 1978: „Beuys macht Licht“ (Foto-Lithografie)
- 1983: Assemblage „Dresdner Menetekel“, Staatliche Kunstsammlungen Dresden, Galerie Neue Meister
- 1984: Die Ulbrichtsche Kugel (Metallplastik), große Version der Miniatur „Elefant Celebes“
- 1987: „Die Heimkehr des Elefanten Celebes (für Max Ernst)“, Assemblage, Staatliche Kunstsammlungen Dresden[12] nach Max Ernsts Gemälde „Celebes“
- 1989: TU-Stele (Metallplastik und Mobile)
- 1996/1997: Möllner Brett (Raum-Installation)
- 1999: Ruhekissen (Raum-Installation)

## Ehrungen (unvollständig)
- 1978: 2. Preis im Wettbewerb 100 ausgewählte Grafiken

- 1979: Preis des Museums of Modern Art Tokyo für die Foto-Lithografie „Beuys macht Licht“
- 1981: 2. Preis im Grafikwettbewerb zum X. Parteitag der SED
- 1981: Förderpreis der II. Europäischen Biennale Baden-Baden
- 1986: Medaille „Künstler gegen den Krieg“ der ersten Triennale Lublin/Majdanek
- 2018: Kunstpreis der Landeshauptstadt Dresden